# Ulica Powstańców Śląskich w Rybniku
Ulica Powstańców Śląskich w Rybniku – jedna z ważniejszych i ruchliwszych ulic Śródmieścia. Ulica rozciąga się od Ronda Powstańców Śląskich do skrzyżowania z ulicami Gliwicką, Łony i Jana Sobieskiego. Ma ponad kilometr długości. Od skrzyżowania z ulicami Gliwicką, Łony i Jana Sobieskiego do Placu Jana Pawła II ulica jest śródmiejskim deptakiem zabudowanym przedwojennymi kamienicami. W 2012 r. został on zrewitalizowany. Projekt, wykonany przez pracownię toprojekt, nagrodzony został przez Towarzystwo Urbanistów Polskich, zdobywając pierwszą nagrodę w kategorii miejska przestrzeń publiczna.

## Obiekty
Przy ulicy Powstańców Śląskich znajdują się m.in.:
- Państwowa Szkoła Muzyczna I i II st. im. Karola i Antoniego Szafranków
- Pływalnia Kryta MOSiR
- Dom Dziecka
- Banki
- Restauracje

## Komunikacja
Przy ulicy znajduje się przystanek KM – Rybnik Bazylika, ponadto biegną trasy 18 linii komunikacji miejskiej. Są to linie numer 2, 10, 11, 16, 17, 18, 19, 23, 28, 45, 46, 47, 48, 49, 51, 52, N1, N3.